# Xaragall de la Font del Boix

El Xaragall de la Font del Boix, respecte del terme de Granera

El Xaragall de la Font del Boix és un torrent del terme municipal de Granera, al Moianès.
Es forma a l'extrem sud-oest del terme de Granera, al Carnerol. La vall d'aquest xaragall o torrent queda emmarcada a ponent pel Serrat de l'Otzetó i a llevant pel Serrat del Moro. Es forma a prop i al nord de la masia de l'Otzet i a ponent de la Tomba del Moro, de sd'on davalla cap al nord entre els dos serrats esmentats. Al cap de quasi un quilòmetre i mig arriba al Carnerol, on s'aboca en el torrent de l'Om.